# Pero binasata
Pero binasata là một loài bướm đêm trong họ Geometridae.